# NGC 4669
NGC 4669 је спирална галаксија у сазвежђу Велики медвед која се налази на NGC листи објеката дубоког неба.
Деклинација објекта је + 54° 52' 34" а ректасцензија 12h 44m 46,7s. Привидна величина (магнитуда) објекта NGC 4669 износи 13,7 а фотографска магнитуда 14,5. NGC 4669 је још познат и под ознакама UGC 7925, MCG 9-21-38, CGCG 270-18, PGC 42942.